# LISTEN TO MY HEART (노래)
〈LISTEN TO MY HEART〉는 대한민국의 가수 보아가 일본에서 발매한 4번째 싱글이다.
싱글의 타이틀 곡 〈LISTEN TO MY HEART〉는 〈VALENTI〉, 〈[[메리크리|メリクリ]]〉 등 보아의 대표곡들을 다수 작곡한 하라 가즈히로가 보아에게 제공해 준 첫 번째 노래이다. 원래 같은 해 3월 13일 발매 예정이었던 첫 앨범 《LISTEN TO MY HEART》의 타이틀 곡으로만 쓰일 예정이었지만, 일본의 휴대전화 광고 음악으로 사용되면서 싱글 발매가 결정되었다. 파워풀한 댄스를 전면에 내세운 이 곡은 광고 음악으로 사용되어 대량으로 방송되었고, 큰 히트를 기록해, "보아"라는 이름을 일본에 널리 알렸다. 보아는 이 곡에 대해 2005년 일본 언론과 가진 인터뷰에서 "〈LISTEN TO MY HEART〉는 내게 가수로서도 성장했다는 기분을 느끼게 해줬고 이 곡으로 보아를 알아주는 사람이 많이 늘었다"고 밝히기도 했다. 또, 앨범 《LISTEN TO MY HEART》의 성공은 물론이고, 그녀가 한국에서도 큰 인기를 얻게 되는 기폭제가 되었다.
이 곡은 2002년 3월 13일에 발매된 앨범 《LISTEN TO MY HEART》에 첫 번째 트랙으로 수록되었고, 그해 4월 한국에서 발매된 앨범 《NO.1·늘..》에는 한국어 가사로 번안되어 수록되었다. 또, 리믹스 앨범 《Peace B. REMIXES》, 《Next World》에 리믹스 버전과 영어 가사 버전이 수록되는 등 다수의 앨범에 다양한 버전으로 수록되었다. 커플링 곡 〈Snow White〉는 다른 일본어 앨범에 실리지 않았고, 그해 9월 한국에서 발매된 스페셜 앨범 《Miracle》에 한국어 가사로 번안되어 수록되었다.

## 트랙리스트
CD
1. LISTEN TO MY HEART
2. Snow White
3. LISTEN TO MY HEART (English Version)
4. LISTEN TO MY HEART (Instrumental)
5. Snow White (Instrumental)

## 차트 기록
〈LISTEN TO MY HEART〉는 당시 보아 최고의 성적인 발매 첫 주 31,510장의 판매량으로 주간 순위 5위에 진입했다. 이후 둘째 주 36,190장으로 7위, 셋째 주에는 40,560장으로 5위를 차지해 시간이 지날수록 오히려 주간 판매량이 상승하는 추이를 보여주었다. 바로 이은 싱글과 앨범의 동시 발매로 인해 이후 하락폭은 큰 편이었으나, 이 싱글의 성공은 보아에게 뜻깊은 계기가 되었다.
오리콘 싱글 차트
| 차트                  | 최고 순위 | 총 판매량 | 차트 진입 횟수 |
| --------------------- | --------- | --------- | -------------- |
| 오리콘 일간 싱글 차트 |           |           |                |
| 오리콘 주간 싱글 차트 | 5위       | 179,590장 | 9회            |
| 오리콘 월간 싱글 차트 |           |           |                |